# Filippo Colombo
Filippo Colombo (* 20. Dezember 1997) ist ein Schweizer Radrennfahrer, der im Cross-Country und auf der Straße aktiv ist.

## Sportlicher Werdegang
Mit dem Radsport hat Colombo beim Velo-Club Monte Tamaro in der Altersklasse U11 begonnen, zunächst fuhr er sowohl Rennrad als auch Mountainbike. Im Alter von 15 Jahren entschied er sich für den Mountainbikesport. 2014 wurde er Schweizer Junioren-Meister im Cross Country (XCO) und wurde Mitglied der Schweizer Nationalmannschaft. Danach stand er als Mitglied der Schweizer Staffel regelmässig auf dem Podium der Mountainbike-Weltmeisterschaften und Europameisterschaften, 2017 und 2018 wurde er mit der Staffel Weltmeister.
Im Jahr 2018 gewann er bei den Europameisterschaften seine erste Einzelmedaille im XCO, 2019 wurde er jeweils Zweiter der Europa- und Weltmeisterschaften in der U23. In der Saison 2019 gewann er im UCI-Mountainbike-Weltcup in der U23 drei Rennen und wurde Zweiter der Weltcup-Gesamtwertung.
Im Mai 2021 wurde Colombo durch Swiss Olympic für die Olympischen Sommerspiele in Tokio nominiert vorbehaltlich seiner Wiederherstellung nach dem Sturz beim Weltcup-Rennen in Albstadt. Er konnte schliesslich teilnehmen und wurde Zwölfter im Cross Country. In der Saison 2022 schaffte er den endgültigen Durchbruch in der Elite. Seine Erfolge erzielte vor allem im Short Track: So gewann er die Weltcup-Rennen in Lenzerheide und Mont Sainte-Anne und belegte am Ende der Saison den zweiten Platz in der Weltcup-Gesamtwertung. Zudem gewann er die Silbermedaille bei den Weltmeisterschaften und den Titel bei den Schweizer Meisterschaften.
Nachdem Colombo bereits 2022 Mitglied in der Swiss Racing Academy war, wechselte er zur Saison 2023 zum Q36.5 Pro Cycling Team und nahm zu Saisonbeginn vermehrt an Straßenradrennen teil, unter anderem an der Strade Bianche und der Flandern-Rundfahrt. Bei Paris–Roubaix verletzte er sich schwer bei einem Sturz und musste damit die Vorbereitung auf die MTB-Saison unterbrechen. Im August kehrte er in das Renngeschehen zurück, blieb aber nach seiner Verletzung ohne Spitzenplatzierungen.

## Erfolge

### MTB
| 2014 - Weltmeisterschaften – Staffel XCR - Schweizer Meister (Junioren) – Cross-Country XCO 2016 - Weltmeisterschaften – Staffel XCR 2017 - Weltmeister – Staffel XCR - Europameister – Staffel XCR - Schweizer Meister (U23) – Cross-Country XCO 2018 - Weltmeister – Staffel XCR - Europameisterschaften (U23) – Cross-Country XCO - Europameisterschaften – Staffel XCR - Schweizer Meister (U23) – Cross-Country XCO | 2019 - Weltmeisterschaften (U23) – Cross-Country XCO - Europameisterschaften (U23) – Cross-Country XCO - drei Weltcup-Erfolge (U23) – Cross-Country XCO 2021 - Europameisterschaften – Cross-Country XCO 2022 - Weltmeisterschaften – Short Track XCC - zwei Weltcup-Erfolge – Short Track XCC - Schweizer Meister – Short Track XCC |